# Forum civique
Le Forum civique (en tchèque Občanské fórum) est un mouvement civique contestataire actif en République socialiste tchèque lors de la Révolution de velours en 1989.  Son équivalent slovaque est Verejnosť proti násiliu (VPN) (la société contre la violence).
Le Forum civique est constitué des principaux dissidents tchèques dont Václav Havel et milite le remplacement de la démocratie populaire tchécoslovaque en une démocratie occidentale. Le Forum civique demande des élections libres et une nouvelle constitution à la direction du Parti communiste. 
Le Forum civique n'est pas un parti politique, sa fin sera liée à la fin de la République socialiste tchécoslovaque. 
Le Forum civique fut fondé le 19 novembre 1989 au Club dramatique.

## Résultats électoraux

### Élections législatives tchécoslovaques

#### Chambre du Peuple
| Année | Voix      | %     | Sièges   | Rang | Position                 |
| ----- | --------- | ----- | -------- | ---- | ------------------------ |
| 1990  | 3 851 172 | 36,2% | 68 / 150 | 1er  | Gouvernement Majoritaire |

#### Chambre de Nations
| Année | Voix      | %     | Sièges   | Rang | Position                 |
| ----- | --------- | ----- | -------- | ---- | ------------------------ |
| 1990  | 3 613 513 | 34,0% | 50 / 150 | 1er  | Gouvernement Majoritaire |

### Élections législatives tchèques
| Année | Voix      | %      | Sièges    | Rang | Gouvernement          |
| ----- | --------- | ------ | --------- | ---- | --------------------- |
| 1990  | 3 569 201 | 49,50% | 124 / 200 | 1er  | Pithart I, Pithart II |